# Пелам Мејнор (Њујорк)
Пелам Мејнор (енгл. Pelham Manor) град је у америчкој савезној држави Њујорк.

## Демографија
По попису из 2010. године број становника је 5.486, што је 20 (0,4%) становника више него 2000. године.
| Група             | 2000.         | 2010.         |
| Белци             | 4.872 (89,1%) | 4.628 (84,4%) |
| Афроамериканци    | 116 (2,1%)    | 114 (2,1%)    |
| Азијати           | 153 (2,8%)    | 236 (4,3%)    |
| Хиспаноамериканци | 253 (4,6%)    | 396 (7,2%)    |
| Укупно            | 5.466         | 5.486         |